# Cimetière militaire belge de La Panne

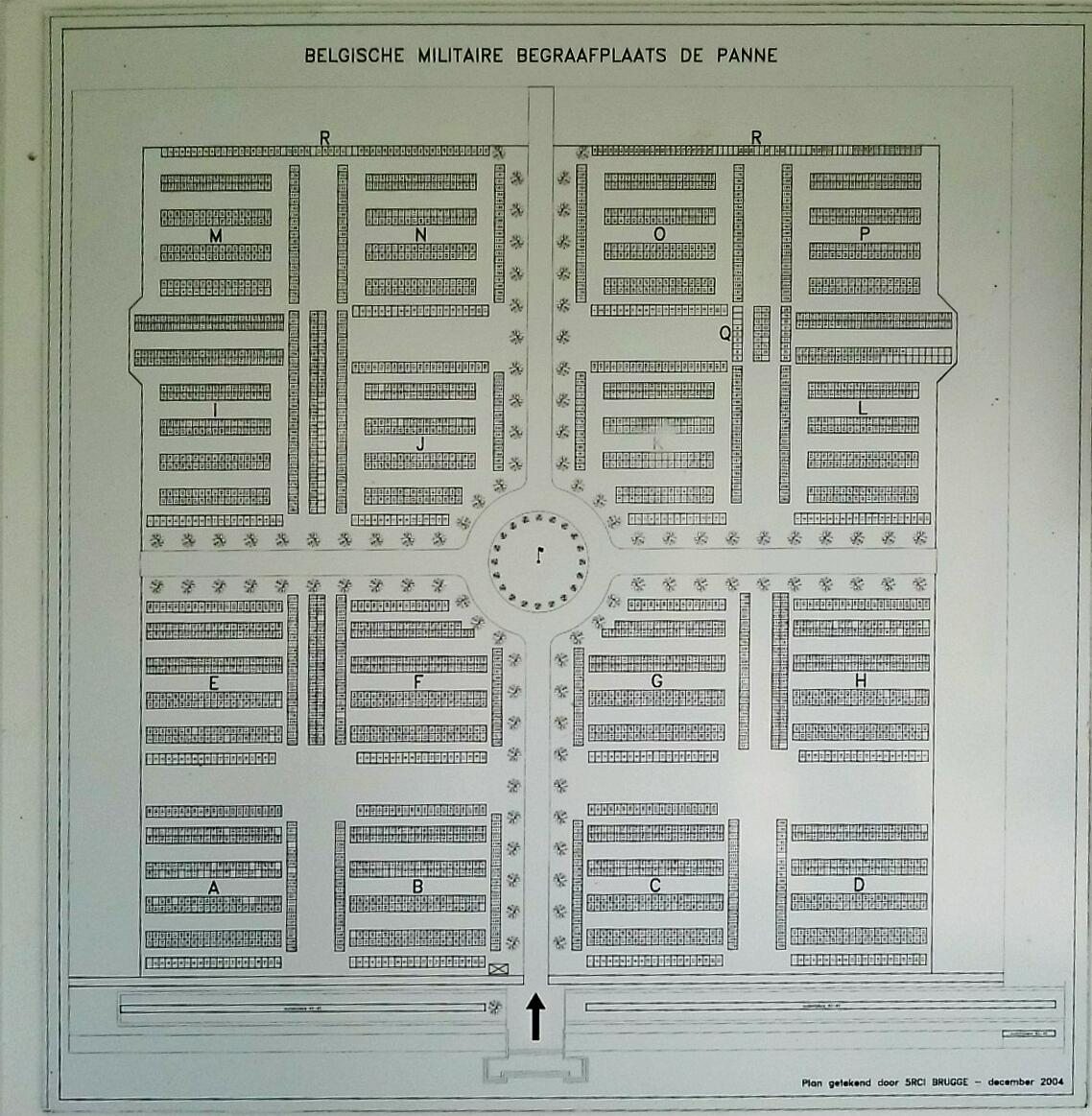
Plan des tombes du cimetière.

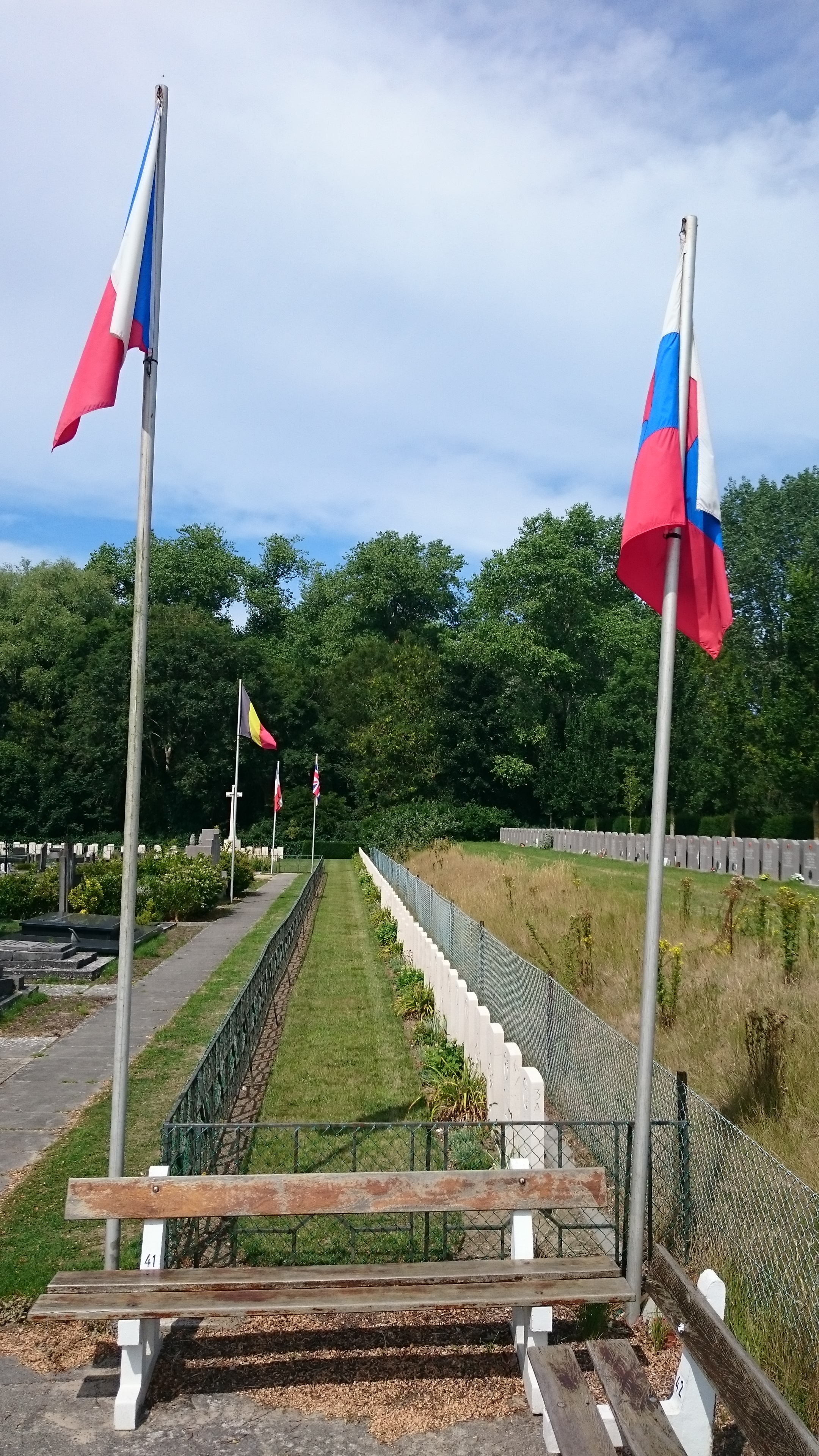
Section accueillant les tombes britanniques, françaises, tchèques et slovaques.

Le cimetière militaire de La Panne est un cimetière militaire de la Première Guerre mondiale situé dans la ville côtière belge de La Panne (section d'Adinkerque). Ce cimetière fut créé en 1918 pour accueillir les militaires tombés durant la Première Guerre mondiale ; des soldats morts au cours de la Seconde Guerre mondiale y sont aussi inhumés.

## Caractéristiques
Avec plus de 3 700 tombes, il est celui qui compte le plus de victimes belges. Le cimetière se situe à proximité du cimetière communal de La Panne et a une superficie rectangulaire totale de 270 ares.

## Historique
À partir décembre 1914, prend place dans l'hôtel L'Océan de La Panne, un hôpital de la Croix-Rouge qui resta en service jusqu'en octobre 1919. Vers 1920, il y avait environ 1 400 tombes de soldats belges décédé dans cet hôpital.
Pendant la Première Guerre mondiale, la commune de La Panne nouvellement créée (1911) n'avait pas de cimetière communal. Par conséquent, l'ensemble de ses morts furent inhumés à Adinkerque. En janvier 1918, le cimetière de La Panne fut créé et divisé en deux parties : civile et militaire.
Dans les années 1920, le cimetière fut agrandi pour accueillir des soldats belges tombés à Furnes, Booitshoeke, Kaaskerke, Oostkerke, Saint-Jacques Capelle, Sint-Rijkers, Westvleteren et Beveren. Il y a parmi les 3 300 tombes de soldats belges de la Première Guerre mondiale, 800 de soldats qui n'ont pu être identifiés. Il y a également 30 victimes françaises. Accueillant une majorité de tombes belges, le cimetière inclut également des sections où sont inhumés des Britanniques, des Français, des Tchèques et des Slovaques.
Le cimetière fut également utilisé lors de la Seconde Guerre mondiale avec plus de 300 inhumations de soldats belges. On y retrouve encore 13 tombes avec, littéralement, une « pierre d'hommage au héros » flamands (Heldenhuldezerkje).
Dans le cimetière communal voisin, sont également enterrés des soldats britanniques et un carré est réservé aux anciens combattants belges.

### Sources
- (nl) Cet article est partiellement ou en totalité issu de l’article de Wikipédia en néerlandais intitulé « Belgische militaire begraafplaats van De Panne » (voir la liste des auteurs).